# Randolph Stow
Julian Randolph Stow (* 28. November 1935 in Geraldton, Western Australia; † 29. Mai 2010 in Harwich) war ein australischer Schriftsteller.
Nach seinem Studium an der University of Western Australia lehrte Stow englische Literatur an den Universitäten von Adelaide, Western Australia und Leeds (Großbritannien). Außerdem arbeitete er als Anthropologe unter Aborigines in einer Missionsstation sowie auf den Trobriand-Inseln und im Gebiet der Milne Bay (Neuguinea). Er lebte seit 1966 in Großbritannien.
1989 wurde der Randolph Stow Young Writers’ Award eingerichtet, ein Schreibwettbewerb für Schüler.

## Preise und Auszeichnungen
- 1957, 1958 Australian Literature Society Goldmedaille
- 1958 Miles Franklin Award für To the Islands
- 1964–1966 Harkness Fellowship, United States of America
- 1966 Britannica Australia Award
- 1969 Grace Leven Prize
- 1974 Commonwealth Literary Fund Grant
- 1979 Patrick White Literary Award

## Werke

### Romane
- 1956 A Haunted Land
- 1957 The Bystander
- 1958 To the Islands (überarbeitet 1982)
- 1963 Tourmaline
- 1965 The Merry-Go-Round in the Sea
- 1979 Visitants
- 1980 The Girl Green as Elderflower
- 1984 The Suburbs of Hell

### Kinderliteratur
- 1967 Midnite: The Story of a Wild Colonial Boy
- 1978 Midnite: The Play

### Lyrik
- 1957 Act One
- 1962 Outrider: Poems, 1956-1962
- 1969 Poetry from Australia: Pergamon Poets 6 mit Judith Wright und William Hart-Smith
- 1969 A Counterfeit Silence: Selected Poems of Randolph Stow

### Opern
- 1969 Eight Songs for a Mad King (Libretto)
- 1974 Miss Donnithorne's Maggot (Libretto)

### Tonaufnahmen
- 1974 Poets on Record 11, University of Queensland

### Herausgeberische Tätigkeiten
- 1964 Australian Poetry

### Sonstiges
- 1996 Blood, Sea and Ice: Three English Explorers. Greenwich, National Maritime Museum